# Rückschlageffekt
Der Rückschlageffekt, auch Rückstoßeffekt (englisch kick back effect), ist ein Rück- und Hochschlagen einer Kettensäge, wenn mit der Spitze der Sägeschiene geschnitten wird.

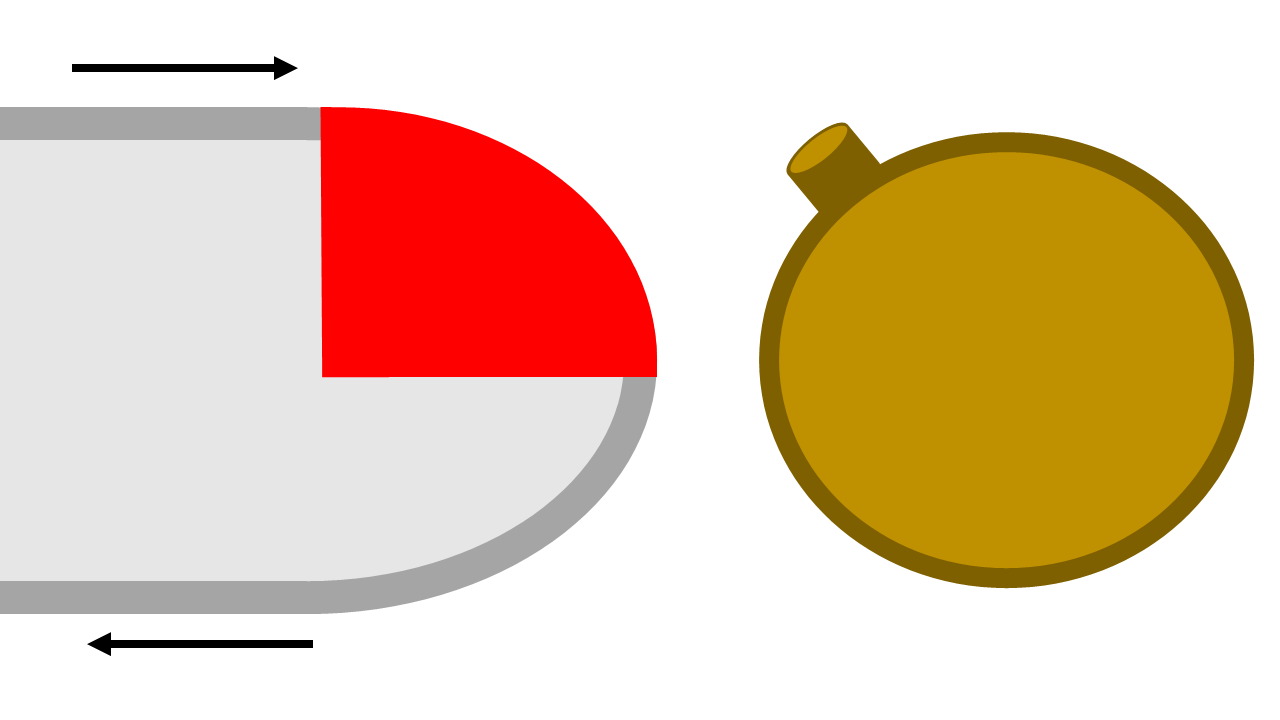
Rückschlagzone (kick-back zone) als Gefahrenbereich der Motorkettensäge

## Rückschlagbereich
Der Rückschlagbereich ist der vordere obere Winkelabschnitt von etwa 90° der Spitze der Sägeschiene.
Der „Kickback“ bei einer Kettensäge tritt auf, wenn die Spitze oder das obere Viertel der Führungsschiene auf ein Hindernis trifft. Dies führt dazu, dass die Säge unkontrolliert nach oben und hinten ausschlägt. Die Schneidezähne der Kette sind dabei die primäre Ursache für diesen Effekt, da sie bei Kontakt mit dem Hindernis greifen und die Rückstoßbewegung auslösen. Der Tiefenbegrenzer, der die Schnitttiefe der Schneidezähne reguliert, kann das Risiko eines Kickbacks beeinflussen, ist jedoch nicht die direkte Ursache.

## Folgen
Die Folgen des Rückschlageffekts können schwere Gesichts- und Schulterverletzungen sein. Durch die scharfen Zähne der Sägekette, die nach dem Hobelprinzip arbeiten, können auch bei einer ausgelösten Kettenbremse schwere Verletzungen verursacht werden.

## Vermeidung
Es sollte grundsätzlich nicht mit dem vorderen oberen Quadranten der Sägeschiene gesägt werden. Wenn Halbmeißelketten anstelle von Vollmeißelketten verwendet werden und die Kette gut scharf ist, kann die Rückschlaggefahr deutlich reduziert werden. Auch gibt es spezielle low-kick-back-Ketten, die durch ihren Aufbau ein geringeres Rückschlagrisiko aufweisen. Dies geht jedoch zu Lasten der Sägeleistung.
Trotzdem ist es manchmal nötig, mit der Spitze der Sägeschiene zu schneiden, etwa wenn bei unter Spannung liegenden Stämmen ein Stechschnitt notwendig ist. Auch beim Fällen von Bäumen, die nach vorne hängen (Vorhänger) kann dies notwendig werden. Zudem wird es für die Halteband-/Sicherheitsfälltechnik benötigt. Deshalb sind hier besondere Arbeitstechniken notwendig, die zur zusätzlichen Sicherheit in einem Motorsägenkurs erlernt und geübt werden sollten.